# مجازر ماراثا وسانتالاريس وألودا
مجازر ماراثا وسانتالاريس وألودا (بالتركية: Muratağa, Sandallar ve Atlılar katliamı)‏ (تسمى لدى الأتراك بمجازر مرادآغا، سندالار، أطليلار) تشير إلى المجازر الدموية  التي حصلت ضد القبارصة الأتراك على يد جماعة إيوكا ب القبرصية اليونانية المتطرفة، وهي مجموعة شبه عسكرية قبرصية يونانية تهدف إلى الاتحاد مع اليونان.
في 14 آب/ أغسطس 1974،  أثناء الغزو التركي لقبرص في قرى مارثا وسانتالاريس وألودا، قُتل 89 (أو 84 ) من مارثا وسانتالاريس، و37 شخصًا آخرين من قرية ألودا. في المجموع، قُتل 126  شخصًا. ووقعت المجزرة في نفس اليوم ولكن قبل الغزو التركي الثاني بالتزامن مع مجازر أخرى.

## خلفية
وفقًا لتعداد عام 1960 كان سكان القرى الثلاث بالكامل من القبارصة الأتراك. إجمالي عدد سكان مارثا وسانتالاريس كان 207. بحلول عام 1973، ارتفع إجمالي عدد سكان القرى إلى 270، منهم 124 في مارثا و 100 في سانتالاريس و 46 في ألودا.
في تموز عام 1974، بعد الغزو التركي الأول لقبرص، تم نقل جميع الرجال من القبارصة الأتراك الذين هم في سن القتال كأسرى حرب إلى معسكرات الاعتقال في فاماغوستا ومن هناك نُقلوا إلى ليماسول.

## المجزرة

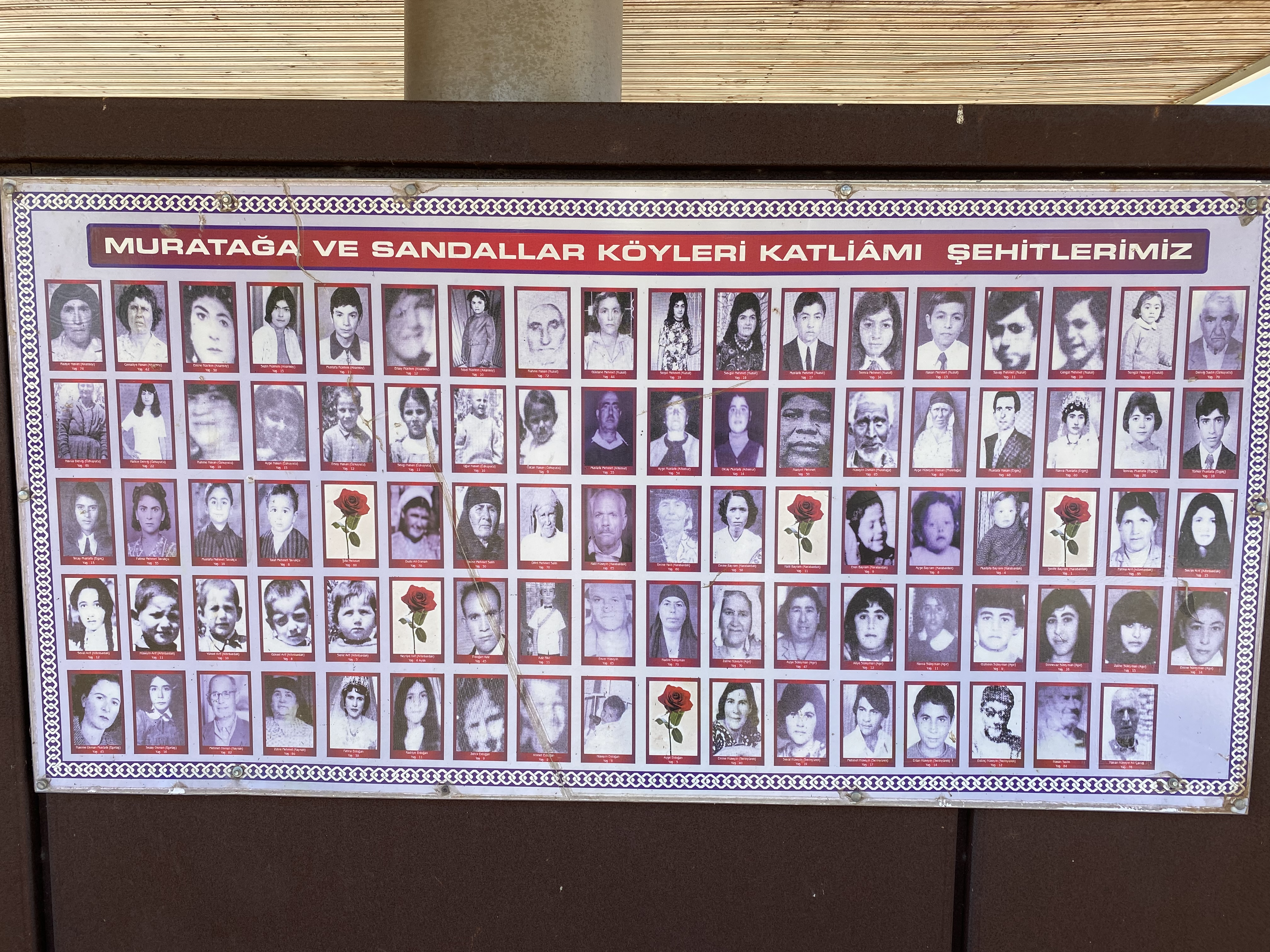
صور ضحايا المجزرة

في 20 تموز عام 1974، اعتقل رجال القرى من قبل إيوكا ب وأرسلوا إلى ليماسول. بعد ذلك، وفقًا لشهادات استشهد بها سيفغول أولوداغ، جاء رجال المنظمة اليمينية المتطرفة من قرية بيرستيرونوبيجي المجاورة، وشربوا الخمور حتى ثملوا في المخيم الذي أقاموه في مقهى القرية، وأطلقوا النار في الهواء ثم اغتصبوا العديد من النساء والفتيات الصغيرات. شمل الاغتصاب فيما بعد الأولاد واستمر هذا حتى 14 آب عام 1974. عند بدء الغزو الثاني للجيش التركي، قرروا عدم ترك أي شهود وراءهم وقتلوا جميع سكان القرى الموجودة في ذلك الوقت.
في مارثا وسانتالاريس، قتل 84-89. صرح إمام مراثا أن القرية كان بها 90 شخصًا قبل المجزرة، ولم يتبق سوى ستة أشخاص. كما قُتل كبار السن والأطفال خلال المجزرة. تمكن ثلاثة أشخاص فقط من الفرار من مذبحة ألودا. ودُفن سكان القرى الثلاث في مقابر جماعية بواسطة جرافة حيث تم دفن القرويين من ماراثا وسنتالاريس في نفس القبر.

### أسوشيتيد برس
وصفت وكالة أسوشيتيد برس الجثث بأنها «تعرضت للسحق والتحلل لدرجة أنها تحولت إلى أشلاء متفسخة عندما قام الجنود برفعها من القمامة بالمجارف».

### صحيفة ملييت التركية
ذكرت صحيفة ملييت أن أجزاء من الجثث تم تقطيعها بشكل واضح باستخدام أدوات حادة، وكذلك علامات استخدام الأسلحة الرشاشة على أجسادهم خلال المذبحة.

### توني أنغاستينيوتيس
وفقًا للكاتب والباحث القبرصي اليوناني توني أنغاستينيوتيس، استخدم أحد المهاجمين على الأقل لهجة يونانية واضحة، مما يشير إلى أنه ضابط يوناني قادم بشكل مباشر من اليونان.

## تفاعلات مع المجازر

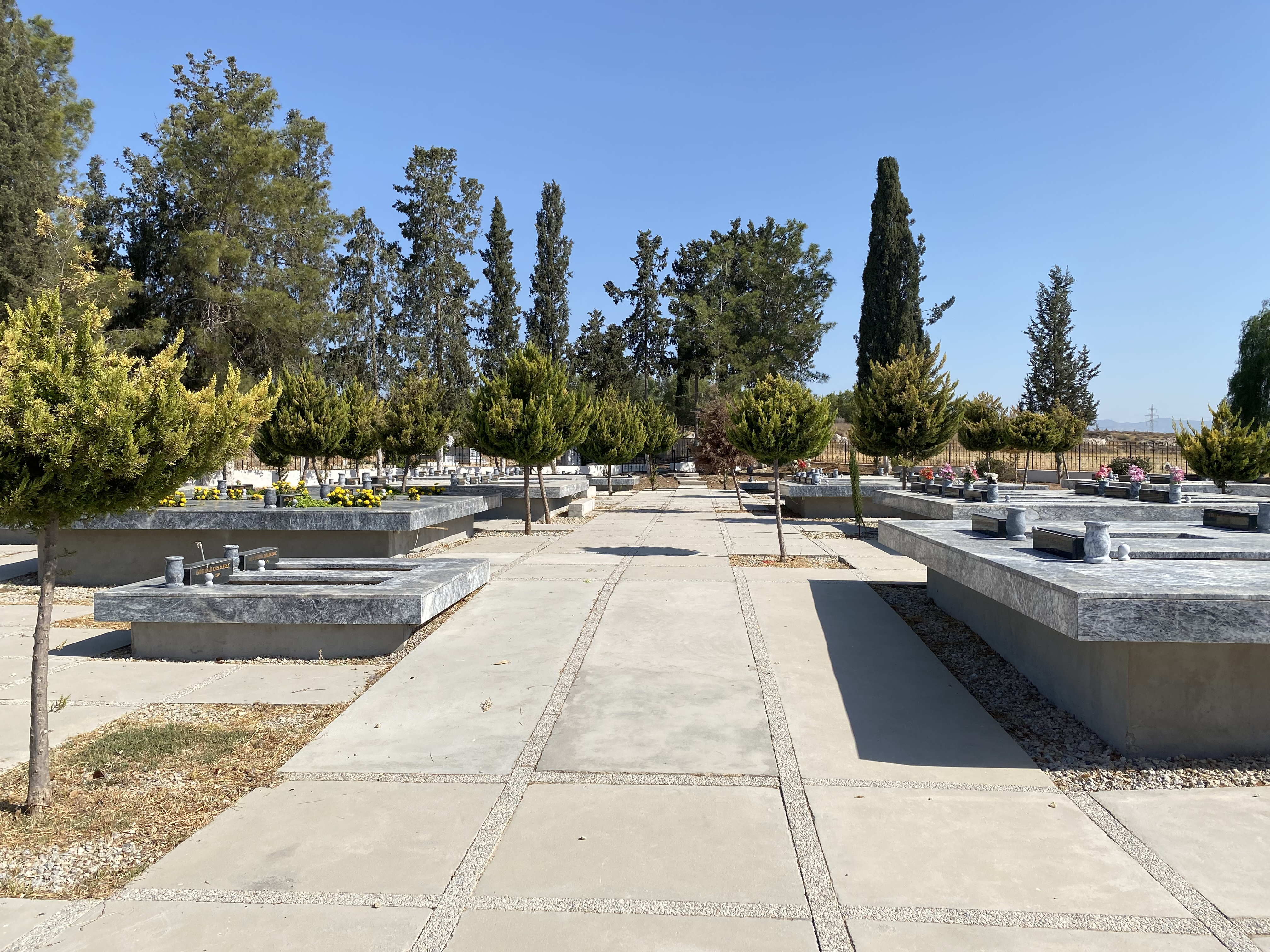
مقبرة دفن فيها الضحايا في مراثا. منذ عام 2010، تم التنقيب عن رفات المدفونين في مقبرة مراثا الجماعية ودفنوا بشكل فردي.

وصفت الأمم المتحدة المذبحة بأنها جريمة ضد الإنسانية قائلة «إنها تشكل جريمة أخرى ضد الإنسانية يرتكبها مسلحون يونانيون وقبارصة يونانيون». تم الإبلاغ عن المجزرة من قبل وسائل الإعلام الدولية، بما في ذلك صحيفة الغارديان و وصحيفة ذا تايمز.
كان من المفترض إجراء لقاء سياسي مشترك بين القبارصة اليونانيين والقبارصة الأتراك ضمن الحوار المشترك لإيجاد حل للقضية القبرصية ولكن تم تأجيل اللقاء بقرار من قائد القبارصة الأتراك رؤوف دنكتاش بعد الكشف عن تلك المقبرة الجماعية.